# Gertruda Świerczek
Gertruda Świerczek (ur. 22 grudnia 1921 w Goczałkowicach-Zdroju, zm. 8 września 1944 w Berlinie / Plötzensee) – Ślązaczka, związana z ruchem „Sokolstwa”, od 1940 r. członkini Związku Walki Zbrojnej w Goczałkowicach; zmuszona do pracy w III Rzeszy, podjęła ją w okolicach Goslar – Salzgitter. 

## Ostatni etap życia
Zadenuncjowana, a następnie aresztowana 14 kwietnia 1943 przez Gestapo w Salzgitter, następnie oskarżona o zdradę stanu III Rzeszy i szpiegostwo wojenne w strukturach wywiadu Armii Krajowej „Stragan” (sekcja „Południe", referat „Zachód") w ramach grupy „U2” Brunszwik (niem. Braunschweig). 
Skazana na karę śmierci 22 lipca 1944r. przez III Senat Trybunału Ludowego (Volksgerichtshof) III Rzeszy w Berlinie w składzie: 
- Volksgerichtsrat Paul Lämmle (1892-1945) - Vorsitzer - Przewodniczący
- Landgerichtsdirektor Hans Duve (1902-1945)
- NSKK-Brigadeführer Paul Heinsius (1878-?)
- Generalarbeiterführer Hans von Mangold (1897-?)
- Ministerialdirigent Dr. Herbert Linden (1899-1945)
- Amtsgerichtsrat Adolf Krebs (1907-?) - jako przedstawiciel prokuratury

Oskarżenie wniósł prokurator generalny III Rzeszy: Ernst Lautz
Wyrok wykonano 8 września 1944 poprzez ścięcie na gilotynie w więzieniu Plötzensee w Berlinie. Po śmierci jej zwłoki posłużyły do przeprowadzenia badań medycznych w Instytucie Humboldta w Berlinie. Prawdopodobnie pochowana została na cmentarzu Altglienicke w Berlinie. 
Gertruda Świerczek w pracy wywiadowczej przyczyniła się do zdobycia materiałów na temat proszku żelaznego, służącego do produkcji pierścieni prowadzących pocisków oraz przekazała informacje dotyczące budowy niemieckich łodzi desantowych (Siebel-Behälter i schwimmende Aufholwagen).

## Pozostali członkowie grupy „U2” Brunszwik (Braunschweig)
Oprócz Gertrudy Świerczek w skład grupy „U2” wchodzili:
- Adolf Dytko (ur. 22 marca 1904 w Lesznej Dolnej, zm. 2 września 1944 w więzieniu Brandenburg-Görden)
- Bohuslaus Kristek (ur. 17 marca 1915 w Karwinie, zm. 21 września 1944 w więzieniu Wolfenbüttel)
- Franciszek Cienciala (ur. 18 sierpnia 1910 w Puńcowie, zm. 11 września 1944 w więzieniu Brandenburg-Görden)